# Huff-Duff

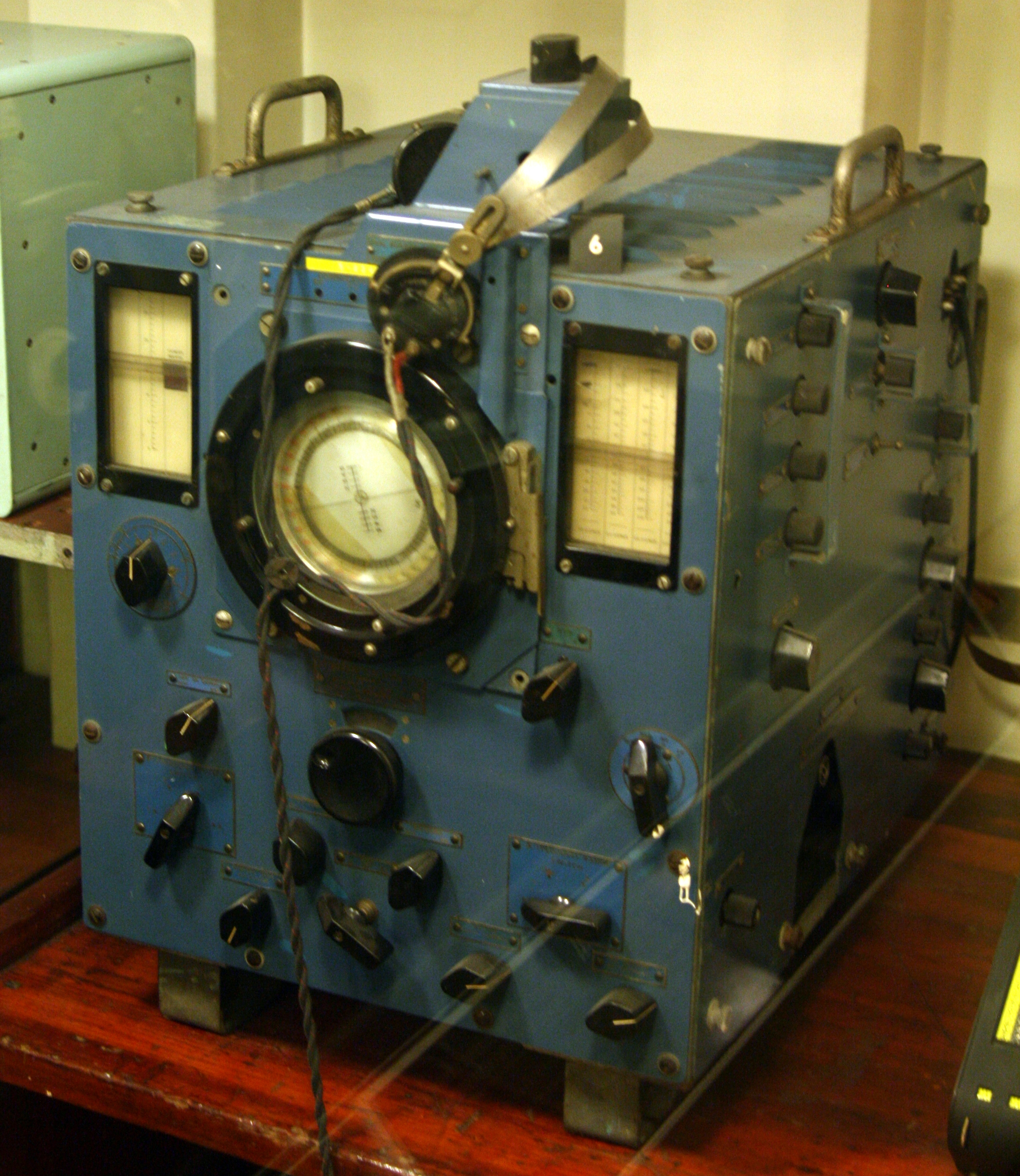
„Huff-duff“ Funkpeilgerät auf dem Museumsschiff Belfast

Huff-Duff ist ein Funkpeilgerät, das im Zweiten Weltkrieg vor allem von der Royal Navy zum Aufspüren von deutschen U-Booten eingesetzt wurde, wenn diese Funksprüche absetzten. Der Name leitet sich ab von der Abkürzung HF/DF für High-Frequency Direction Finding, deutsch: Kurzwellenpeilung. Das Gerät wurde von den französischen Ingenieuren Maurice Deloraine und Henri Busignies entwickelt. Sie begannen die Entwicklung in Paris und beendeten sie nach ihrer Emigration in die USA.

## Funktionsweise
Mittels einer Richtantenne wurde ein feindlicher Funksender angepeilt. Die entsprechende Ausrichtung der Antenne wurde notiert und weitergegeben. Durch mehrere, räumlich getrennte Antennen konnte mittels Dreieckspeilung die Position des gegnerischen Senders recht präzise bestimmt werden.

## Einsatz auf alliierter Seite
Dieses Peilgerät wurde im Zweiten Weltkrieg ab etwa 1941 auf zahlreichen Schiffen der Alliierten eingesetzt. Ab 1943 wurde es auf sämtlichen Schiffen der Alliierten eingebaut, außerdem in Küstenstationen.

## Hintergrund
In den Anfangsjahren des Zweiten Weltkriegs erzielten die deutschen U-Boote teils erhebliche Erfolge. Die Rudeltaktik sah vor, dass ein U-Boot nach Sichtung eines Geleitzugs Fühlung hielt und dessen Position an andere Boote durchgab. Boote in der Nähe versuchten dann, sich dem Geleitzug ebenfalls zu nähern. Der Angriff erfolgte später in der Gruppe, häufig bei Nacht. Durch die vom Rudel gebildeten Suchstreifen wurde es möglich, mit wenigen Booten einen großen Seeraum zu überwachen.

## Auswirkungen
Anfangs wurden die Geräte hauptsächlich von Land eingesetzt, um U-Boote aufgrund ihrer Funksprüche einzupeilen. Auf diese Weise konnten alliierte Konvois um bekannte Standpunkte deutscher U-Boote herumdirigiert werden. Ab 1942 wurde das Huff-Duff auch auf den alliierten Geleitschiffen eingebaut. Dies ermöglichte eine wesentlich genauere Positionsbestimmung der deutschen U-Boote. Sobald das verfolgende U-Boot einen Funkspruch absetzte, konnte es geortet und vom Konvoi abgedrängt oder versenkt werden. Diese Technik wurde unter anderem mit Radarortung gegen aufgetauchte und mit ASDIC gegen getauchte Boote kombiniert.